# كوتارو شيمومورا
كوتارو شيمومورا (باليابانية: 下村孝太郎؛ بالكانا: しもむら こうたろう) هو مهندس وكيميائي ياباني، ولد في 1861 في كوماموتو في اليابان، وتوفي في 1937.